# Gian Girolamo Albani
Giovanni Girolamo Albani Por vezes, chamado de Gian Girolamo Albani. (3 de janeiro de 1509 — 25 de abril de 1591) foi um político, jurista e cardeal italiano da Igreja Católica, proclamado pelo Papa Pio V em 1570.

## Biografia

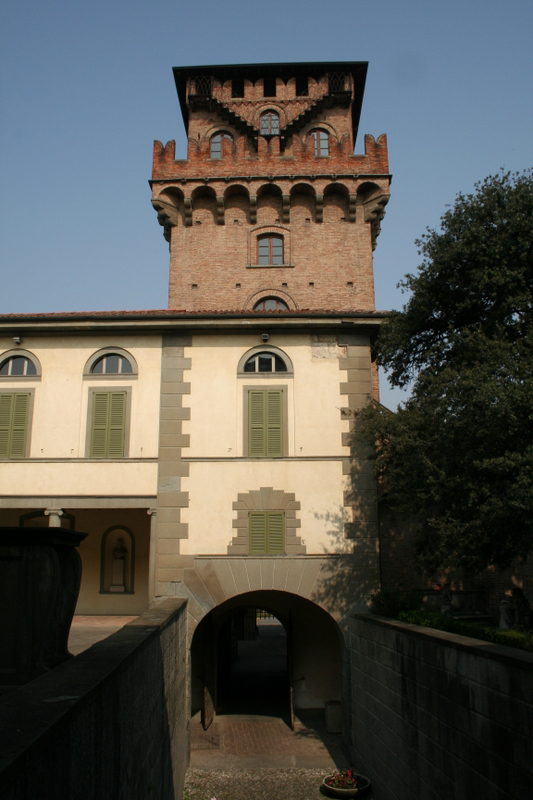
O castelo de Urgnano.

Giovanni Gerolamo, ou Gian Gerolamo Albani, nasceu em Bérgamo por Caterina Pecchio e Francesco Albani, uma família nobre: O pai havia ganho de Bergamo a denominação lisonjeira de Pai da pátria. Em Bergamo, fez seus primeiros estudos de gramática e retórica com Giovita Rapicio, um professor nascido em Chiari, que desfrutou de uma reputação sólida humanista, continuando os estudos superiores de Direito com Marco Mantua e Francesco Sfondrati na Universidade de Pádua, onde se graduou em direito em 1529.
O título de nobreza e prestígio dos estudos abriu as portas da carreira militar e política na cidade de Bérgamo: o Doge Andrea Gritti o nomeou cavaleiro dourado, uma dignidade de um militar que se adapta bem a tradição da família da noiva, Laura Longhi, descendente de Abbondio Longhi, que trabalhou com Bartolomeo Colleoni. Longhi o levou ao castelo de Urgnano, anteriormente de Visconti e depois Colleoni, e lhe deu sete filhos antes de morrer prematuramente em 1539.
Viúvo, Albani não queria casar-se novamente e continuou seus estudos de direito: já em 1535 começou a publicar De donatione Constantini Magni, em que defendeu, contra o Tratado de Valla, escrito em 1440, mas publicado apenas em 1517 e, especialmente, contra as acusações de protestantes, a autenticidade do falso documento, construído há seis séculos para justificar o domínio do tempo do papado.
Sua defesa das prerrogativas da hierarquia da Igreja Católica continuou em 1541 com De cardinalatu e em 1544 com De potestate Papae et Concilii, em que Albani reafirmou a primazia papal sobre o conselho, mesmo nos casos de indignidade, a moral e a doutrina, do pontífice romano.
Na luta contra as alterações da "heresia" que os mais zelosos defensores da ortodoxia católica estavam com medo que se estava espalhando na cidade e nos vales de Bérgamo, em 30 de agosto de 1550 Albani era o chefe de uma delegação de Bispos, convocada para considerar os encargos do luteranismo lançado pelo frade Jerome Finucci contra o bispo Vittore Soranzo. O franciscano teve de retirar, sem convicção interior, as suas acusações, mas o eco do caso chegou a Roma.
Durante a longa investigação em que participou, entre outros, o famoso inquisidor Antonio Michele Ghislieri, o futuro Papa Pio V, determinado a esmagar qualquer sinal de heresia naquela província, Albani foi encontrado inicialmente pela República de Veneza, que ressentiam-se da interferência e da fanática inquisidora piemontês, contra os métodos que, acusados de irregularidades, foi escrita uma carta formal de protesto, desdenhosamente rejeitada por Ghislieri. Os protestos tomaram forma em alguns subúrbios na cidade eo aparecimento de imagens, uma reprovação do papa e de outros sumo sacerdotes: é possível que esses fatos tenham contribuído para causar a saída repentina de Ghislieri de Bérgamo, em 15 de maio de 1551, mas é possível que estes já foram atacados e escapou da morte por se refugiar no castelo de Albani, como um apologista para o futuro papa, então queria acreditar. Alguns anos depois Albani, cercado da repressão e heresias de Bérgamo, frente e verso em "posições rigoristas que finalmente se tornou um cardeal".
Em 1553 publicou De immunitate ecclesiarum e Disputationes ac Consilia e em 11 de fevereiro de 1555 veio a nomeação prestigiosa de Veneza como garantia geral, ou de um vice-comandante das forças militares da República. Em 1556 recebeu o jovem Torquato Tasso, enviado de Nápoles por seu pai Bernardo com parentes. No ano de 1559 publicou suas reflexões sobre o trabalho de Sassoferrato, o Lucubrationes in Bartoli lecturas.
Quando a vida de Giovanni Gerolamo Albani parecia caminhar em direção a um curso regular e progressivo de honra, um evento sério, mas não inesperado, o colocou num ponto de viragem dramático: o 1 de abril de 1563 seus filhos Giovanni Domenico, Giovanni Francesco e Giovanni Battista, junto com outro nobre de Bérgamo, Manfredo Landi, foram assassinados com várias facadas por Aquiles Brembati durante a Missa celebrada em Santa Maria Maggiore, marcando assim um novo episódio da disputa que dividiu as famílias poderosas de Bérgamo por duas décadas. 

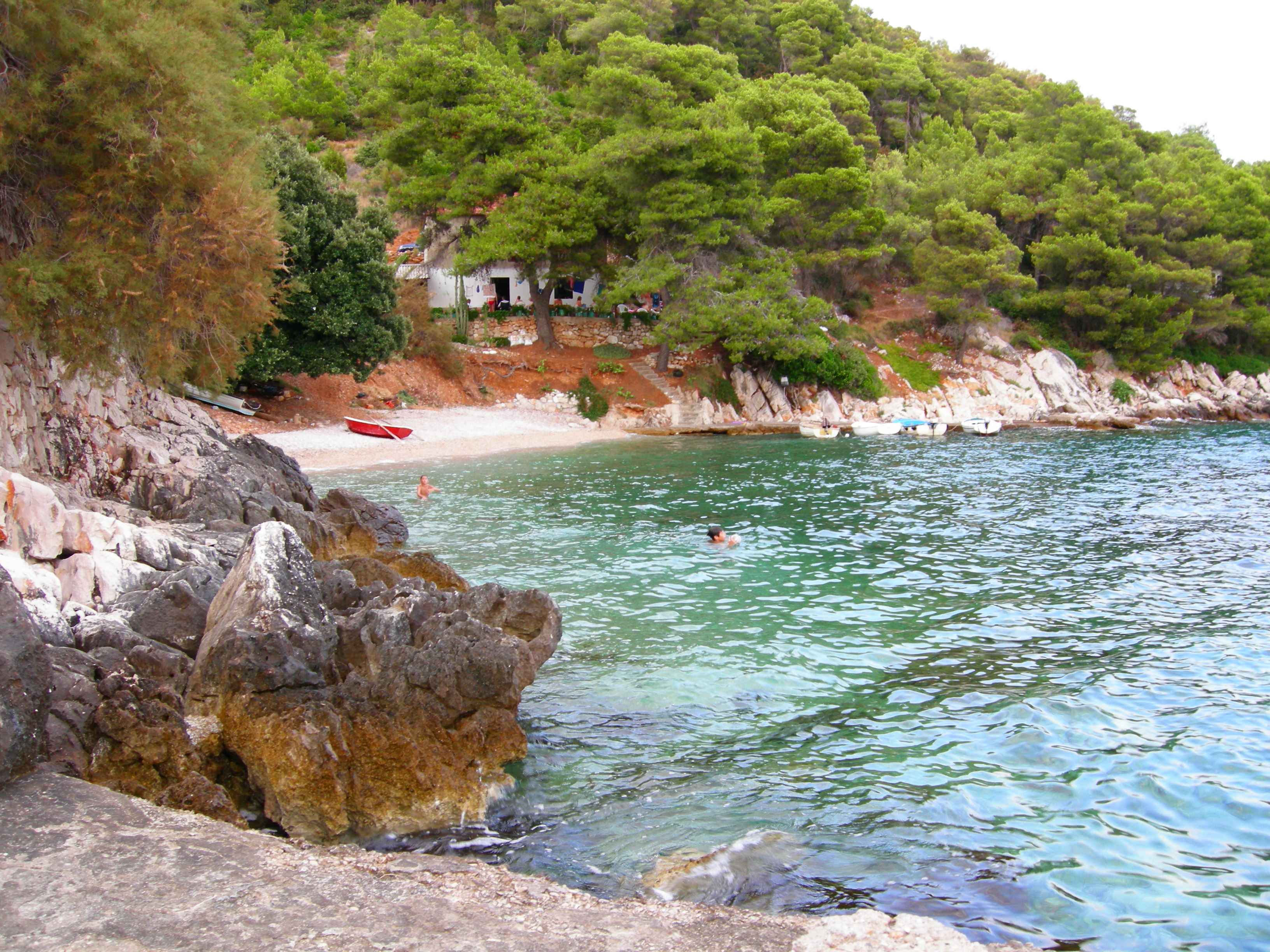
Baía de Lesina.

Enquanto Giovanni Domenico e Manfredo Landi fugiram para além das fronteiras da República, os outros dois irmãos e do mesmo pai, Giovanni Gerolamo foram presos em 5 de abril: trazidos e levados para Veneza, em 2 de setembro foi confinado à ilha de Creta, em perpetuidade, enquanto Giovanni Francesco e seu pai tiveram um confinamento de cinco anos, respectivamente nas ilhas de Cherso e Lesina. É claro que os juízes do riservarono Serenissima impuseram sanções mais severas para os réus de baixa extração, os assassinos contratados, todos condenados à morte, antes da execução foram torturados e, em seguida, decapitados e esquartejados.
É geralmente admitido que Giovanni Gerolamo não tenha tido um papel ativo na trama de assassinato, embora pareça certo que foi cúmplice no caso. Restava, nem ele nem seus filhos, um longo tempo no exílio, sem sucesso, se os poemas latinos De carcere e il De mundi e com a invocação à Ad Beatam Virginem, dirigida ao governo de Veneza para implorar a retirada do exílio, tudo o que podia, em janeiro de 1566, a eleição para o pointíficie inquisidor Ghislieri. Domenico Albani, de Ferrara, onde foi seu primeiro esconderijo, podendo andar livremente em Paris, Francesco Albani evadeva de Creta encontrando hospitalidade em Constantinopla, enquanto Giovanni Battista Albani foi lançado e nomeado pelo novo papa, patriarca de Alexandria e seu pai poderia regressar a Roma, onde obteve as dispensas necessárias, foi feito protonotário apostólico e eclesiástico, e nomeado governador de Ancona. O Senado veneziano anulou as condenações e em 17 de maio de 1570 foi nomeado cardial Albani, sob o título de São João na Porta Latina.
Sua doutrina fez dele conselheiro ouvido de Pio V, de Gregório XIII e Sisto V, em que era um membro da congregação para a repressão do banditismo. Foi também um sério candidato ao papado durante os dois conclaves que elegeram o Papa Sisto V e Urbano VII, que não conseguiu entrar quase certamente para o seu próprio passado e, especialmente, aqueles de seus filhos. Encontra-se sepultado na Igreja de Santa Maria del Popolo, em uma tumba monumental por Giovanni Antonio Paracca.
Giovanni Gerolamo Albani também teve três filhas, duas das quais se tem notícia: Giulia Albani era esposa do escritor Enea Tasso, primo de Torquato, e Lucia Albani foi uma poeta da "Academia do Oculto".

## Obras

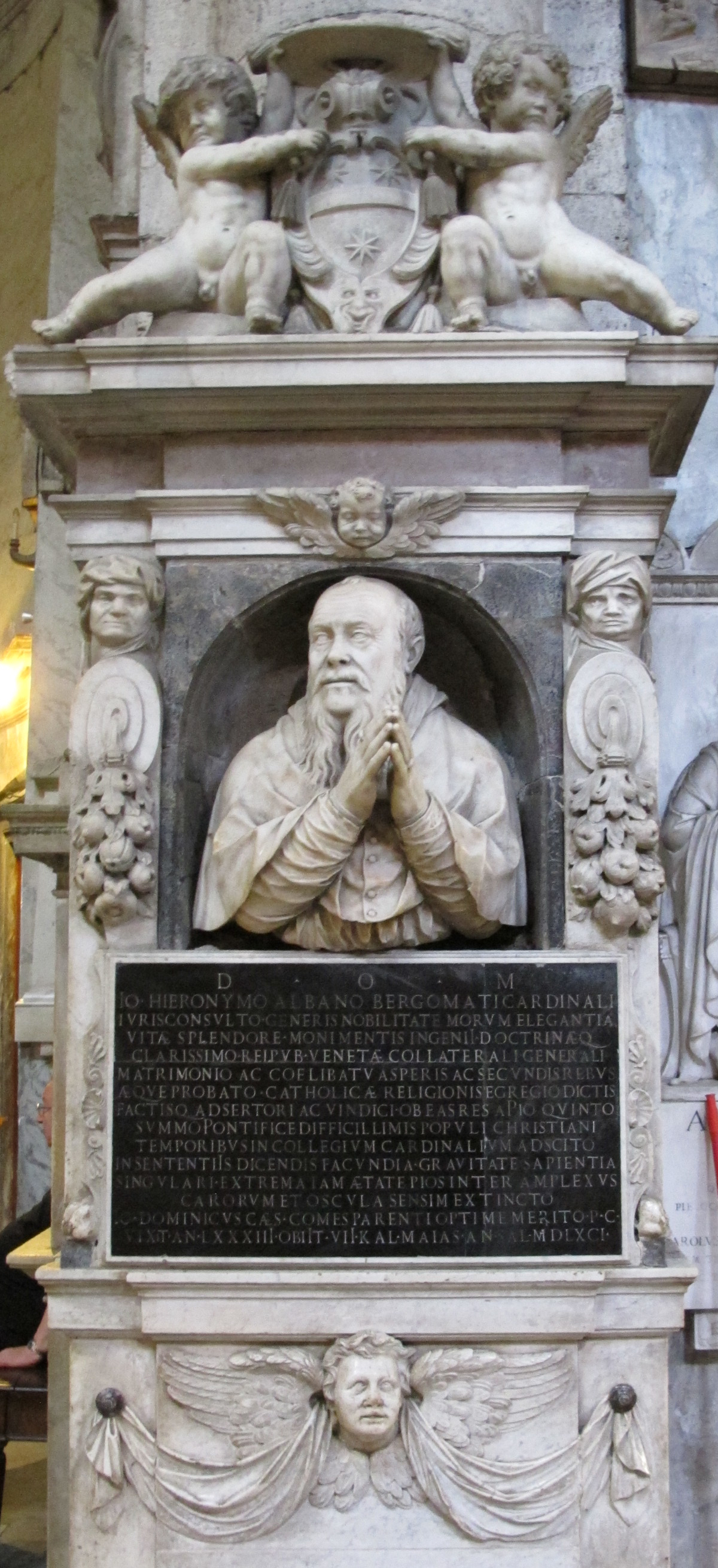
Túmulo de Gian Girolamo Albani, Santa Maria del Popolo.

- De donatione Constantini Magni, Coloniae 1535; ristampa con il titolo Pro oppugnata Romani Pontificis dignitate et Constantini donatione adversus obtrectatores libri tres, Romae 1547; nuova ristampa in Tractatus universi iuris, XIII, 2, Venetiis, Ziletti 1584
- De cardinalatu ad Paulum III Pontificem Maximum, Romae 1541; ristampa in Tractatus universi iuris, XIII, 2, Venetiis, Ziletti 1584
- De potestate Papae et Concilii, Venetiis 1544; nuova edizione accresciuta, Lugduni 1558; ristampa, Venetiis 1561; ristampa in Tractatus universi iuris, XIII, 1, Venetiis, Ziletti 1584
- De immunitate ecclesiarum et de personis confugientibus ad eas liber I ad Iulium III Pontificem Maximum, Romae 1553; ristampa in Tractatus universi iuris, XIII, 2, Venetiis, Ziletti 1584
- Disputationes ac Consilia, Romae 1553; ristampa, Lugduni 1563
- Lucubrationes in Bartoli lecturas sive Commentaria, 2 voll., Venetiis 1559; ristampe, ivi, 1561 e 1571